# Prozesssynthese
Die Prozesssynthese ist die Bezeichnung für die Auslegung chemischer Produktionsprozesse. Der Begriff Synthese beschreibt dabei den Vorgang des Zusammenstellens und der Anordnung der benötigten Verfahren.

## Zweck und Aufgaben
In einem chemischen Prozess werden aus Edukten höherwertige Produkte erzeugt. Die Prozesssynthese dient dazu, den optimalen Weg mit 
- geringsten Kosten
- bestmöglicher Produktqualität
- geringstem Energieverbrauch

zu finden und vor allem die Machbarkeit zu überprüfen und zu ermöglichen.
Die Prozesssynthese beginnt mit der Planung eines neuen Produktes, von dem Marktchancen erhofft werden (eine wirtschaftliche Entscheidung). Der zweite Schritt (der chemische) ist die Bestimmung der wichtigsten Stoffeigenschaften, auch der möglichen oder bekannten Neben- und Zwischenprodukte und deren Reaktionen. Große Bedeutung hat schließlich die Synthese des Trennverfahrens (Aufbereitung), da hier oft bei weitem die meiste Energie benötigt wird. Schließlich muss die Umweltverträglichkeit geprüft werden. Der dritte Schritt (der verfahrenstechnische) dient zur Auslegung der Gerätschaften. Verfahrenstechnische und chemische Entwürfe sind dabei stark voneinander abhängig. Der vierte Schritt ist dann der Bau einer Testanlage und schließlich der letzte der Aufbau der Produktionsanlage und deren Betrieb.

## Vorgehensweise
In der Prozesssynthese wird heutzutage in den chemischen und verfahrenstechnischen Schritten zumeist die Prozesssimulation verwendet, um eine chemische Anlage zu berechnen. Diese Technik erlaubt die Simulation und Optimierung diverser verschiedener Entwürfe ausschließlich im Rechner. Hier können Reaktoren, Trennverfahren und alle anderen Grundoperationen frei kombiniert werden, notwendige Hilfsstoffe bestimmt werden, die evtl. notwendige Kühlung und Heizung ausgelegt werden und andere Parameter mehr geprüft werden.
Der simulierte Prozess wird schließlich in einer Testanlage (Labor- und später Technikumsmaßstab) verifiziert, bevor der Bau der Produktionsanlage begonnen wird. 
Die Prozesssynthesetechniken werden auch bei bestehenden Anlage angewendet, um Schwachstellen auszubessern und die Anlage zu optimieren.